# Føllenslev-Særslev Sogn
Føllenslev-Særslev Sogn er et sogn i Kalundborg Provsti (Roskilde Stift). Sognet blev oprettet 29. november 2020 ved sammenlægning af Føllenslev Sogn og Særslev Sogn.
I 1800-tallet var Særslev Sogn anneks til Føllenslev Sogn. Begge sogne hørte til Skippinge Herred i Holbæk Amt. Føllenslev-Særslev sognekommune blev ved kommunalreformen i 1970 indlemmet i Bjergsted Kommune, der ved strukturreformen i 2007 indgik i Kalundborg Kommune.
I Føllenslev-Særslev Sogn ligger Føllenslev Kirke, Nekselø Kirke og Særslev Kirke.

## Stednavne
I det tidligere Føllenslev Sogn findes følgende autoriserede stednavne:
- Algestrup (bebyggelse, ejerlav, landbrugsejendom)
- Egemarke (ejerlav, landbrugsejendom)
- Føllenslev (bebyggelse, ejerlav)
- Føllenslev Englodder (bebyggelse)
- Føllenslev Græsmark (bebyggelse)
- Havnsø (bebyggelse, ejerlav)
- Havnsø Strand (bebyggelse)
- Krohuse (bebyggelse)
- Nekselø (areal, bebyggelse, ejerlav)
- Slesvig (bebyggelse)
- Tjørnemark (bebyggelse)

I det tidligere Særslev Sogn findes følgende autoriserede stednavne:
- Blodsgårde (bebyggelse)
- Favrbo (bebyggelse, ejerlav)
- Favrbo Knold (bebyggelse)
- Hækkemose (bebyggelse)
- Knolden (bebyggelse)
- Krohuse (bebyggelse)
- Ravnholt Huse (bebyggelse)
- Snertinge (bebyggelse, ejerlav)
- Særslev (bebyggelse, ejerlav)
- Særslev Krog (bebyggelse)
- Særslevgård (bebyggelse)